# Canottieri Leonida Bissolati 2008-2009

## Rosa
| N. |                   | Ruolo | Calciatore          |
| -- | ----------------- | ----- | ------------------- |
|    | Italia (bandiera) |       | Abbiati Marco       |
|    | Italia (bandiera) |       | Bartiloro Riccardo  |
|    | Italia (bandiera) |       | Costantino Giorgio  |
|    | Italia (bandiera) |       | Falcone Michele     |
|    | Italia (bandiera) |       | Formis Massimiliano |
|    | Italia (bandiera) |       | Lazzari Simone      |
|    | Italia (bandiera) |       | Mazzolari Matteo    |
|    | Italia (bandiera) |       | Mutti Stefano       |
|    | Italia (bandiera) |       | Pantaleo Gianluca   |
|    | Italia (bandiera) |       | Piazzi Gianluca     |
|    | Italia (bandiera) |       | Signorini Luca      |
|    | Italia (bandiera) |       | Tabellini Cristian  |
|    | Italia (bandiera) |       | Visconti Marco      |
|    | Italia (bandiera) |       | Zatti Francesco     |
|    | Italia (bandiera) |       | Zoppi Carlo         |

Allenatore: Maurizio Stagno